# Goršćaki
Goršćaki – wieś w Chorwacji, w żupanii karlowackiej, w mieście Karlovac. W 2011 roku liczyła 119 mieszkańców.